# Fotografie aeriană

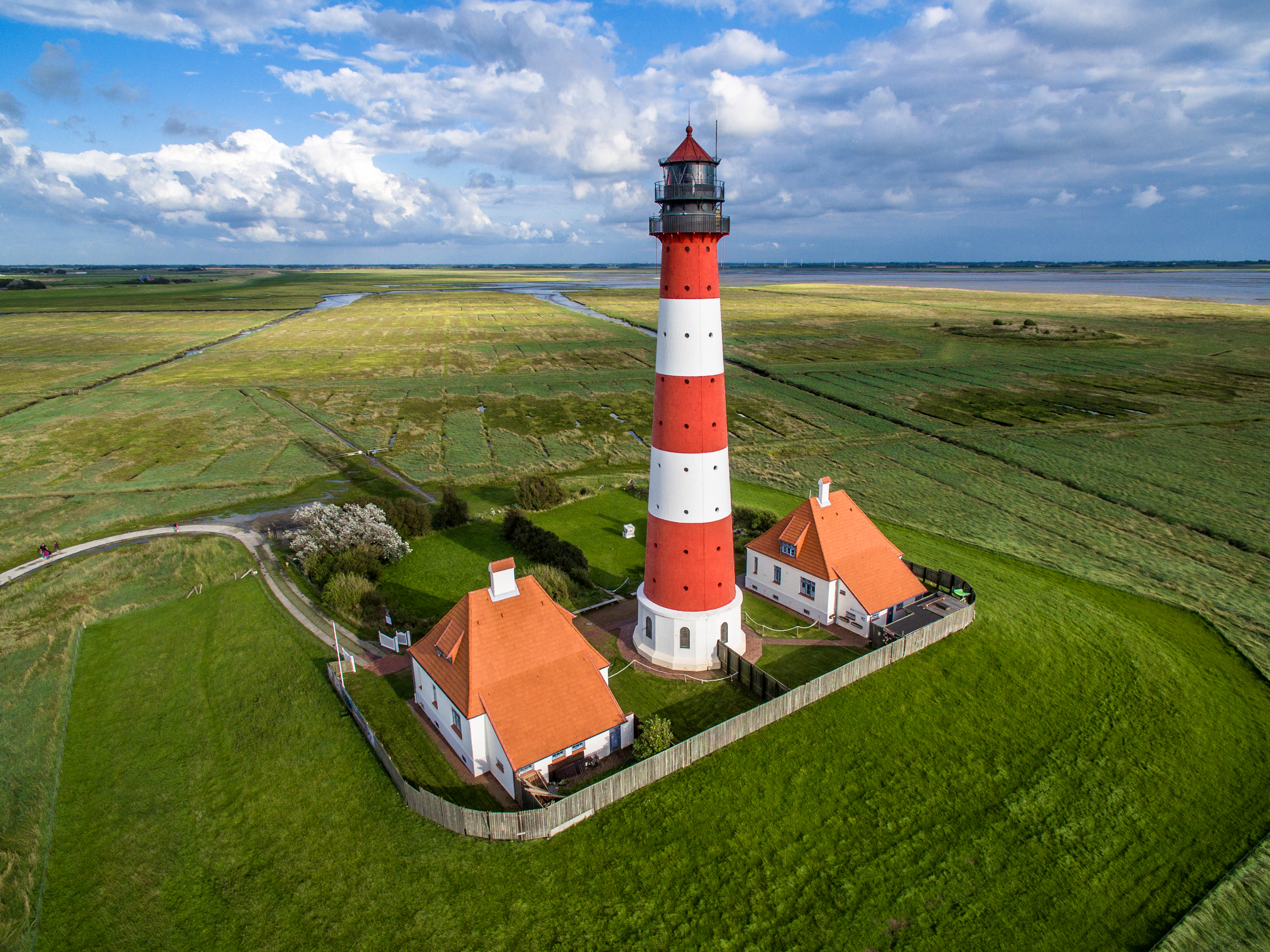
O fotografie aeriană a de realizată cu ajutorul unei drone

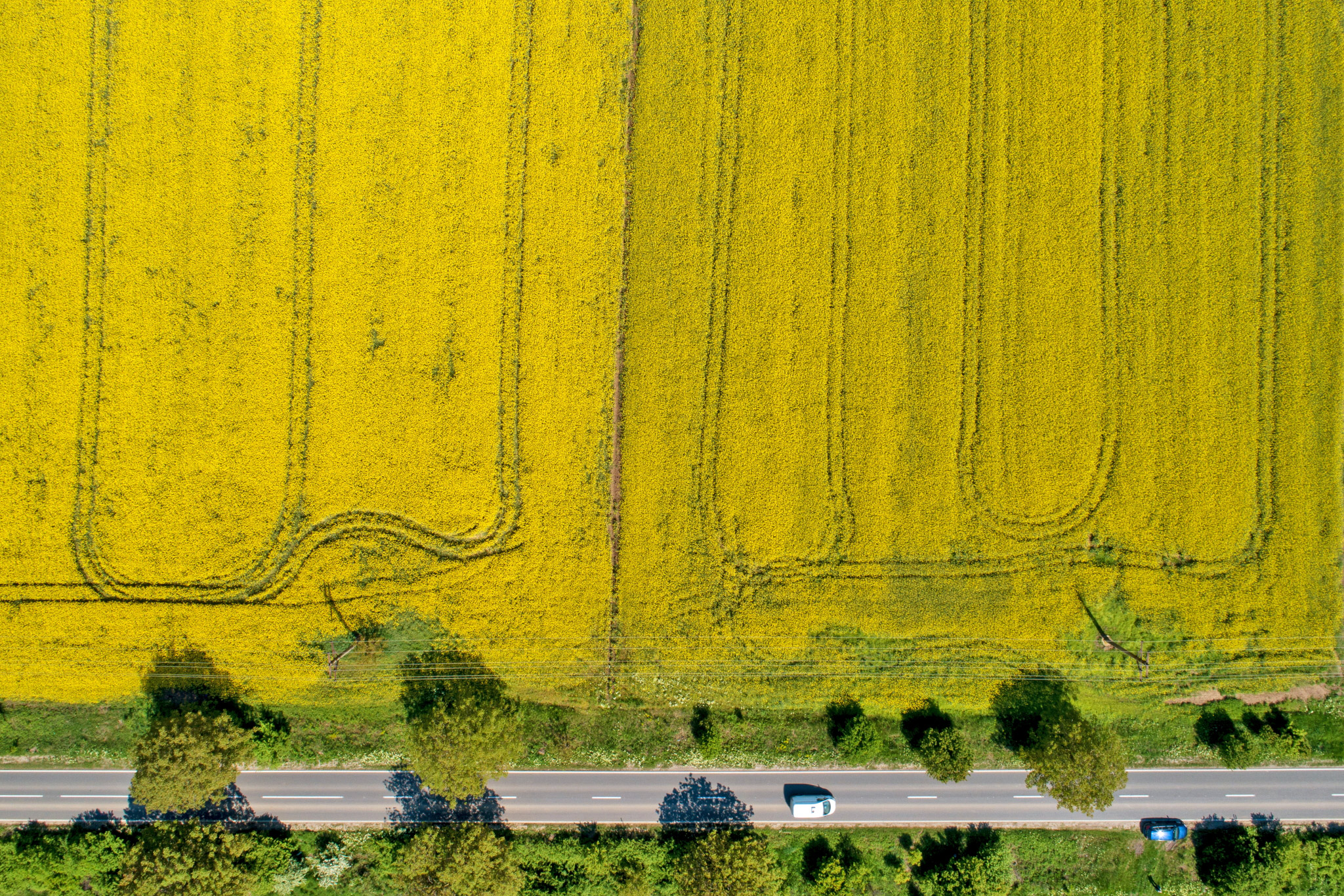
Fotografie aeriană reprezentând un lan cu rapiță.

Fotografia aeriană constă în fotografierea terenului dintr-o poziție înălțată. Camera fotografică poate fi ținută în mână sau fixată pe un suport, poate fi fixată de un vehicul sau dispozitiv zburător autopropulsat, eolian sau aerostatic (avion, balon, dronă, zmeu, planor, girocopter etc.) iar imaginile pot fi obținute manual de un fotograf, prin declanșare automată sau prin declanșare de la distanță. O fotografie efectuată dintr-o poziție înălțată, dar de pe un suport aflat în legătură solidară cu solul (adică de pe o construcție înaltă, cum ar fi de pildă turnul Eiffel sau diverși zgârie-nori, turnuri de televiziune, coșuri de fabrică, ori de pe o formă de relief, cum ar fi un vârf de munte etc.) nu este considerată „fotografie aeriană”, și, la fel, nici cea făcută dintr-un funicular, teleferic, telecabină, telegondolă etc. ori de pe o roată Ferris (dispozitive care se află în contact direct și solid cu solul). Fotografiile făcute de un parașutist sau de un parapantist sunt fotografii aeriene.
Tipuri de fotografie aeriană:
1. Fotografie aeriană obișnuită: fotografii realizate din aeronave tradiționale, precum avioane sau elicoptere, și care acoperă zone mari de teren. Această tehnică este adesea utilizată în cartografie, monitorizarea terenurilor și pentru proiecte de urbanism.
2. Fotografie aeriană oblică: imagini realizate sub un unghi oblic față de suprafața pământului, furnizând o perspectivă tridimensională asupra peisajului. Această tehnică este frecvent folosită în publicitate, turism și în domeniul imobiliar.
3. Fotografie aeriană verticală: imagini capturate direct de deasupra subiectului, oferind o perspectivă verticală asupra terenurilor și clădirilor. Această metodă este esențială în cartografie, planificare urbană și documentarea schimbărilor în timp.
4. Fotografie aeriană cu drone: acestea oferă flexibilitate și acces la locuri greu accesibile, deschizând noi posibilități în domeniul fotografiei aeriene.